# Siv Heim Sæbøe
Siv Heim Sæbøe, née le 25 mars 1973, est une ancienne handballeuse internationale norvégienne.
En club, elle a notamment évolué dans le club norvégien de Bækkelagets SK, ainsi que dans le club français de Dijon.

## Palmarès

### Sélection nationale
- Championnat d'Europe
  -  vainqueur du Championnat d'Europe 1998,  Pays-Bas

### Club
- vainqueur de la Coupe des Coupes en 1998 et 1999 avec Bækkelagets SK
- finaliste de la Coupe Challenge en 2005 avec Cercle Dijon Bourgogne